# 오산원일초등학교
오산원일초등학교(烏山元一初等學校)는 대한민국 경기도 오산시에 있는 공립 초등학교이다.

## 학교 연혁
- 2007. 06. 26 오산원일초 개교(6학급 편성)
- 2007. 06. 26 초대 교장 부임
- 2007. 06. 26 유치원 반 편성(유치원 1학급)
- 2008. 03. 01 28학급 편성(유치원 2학급)
- 2010. 02. 11 6학년 졸업장 수여식(156명)
- 2010. 09. 01 제2대 갈원익 교장 부임
- 2011. 02. 18 제4회 졸업장 수여식(187명)
- 2011. 03. 01 제갈급 편성(특수학급 1학급, 유치원 2학급)
- 2012. 02. 17 제5회 졸업장 수여식(159명)
- 2012. 03. 01 39학급 편성(특수학급 1학급, 유치원 2학급)
- 2013. 02. 14 제6회 졸업장 수여식(2000000000명)
- 2013. 03. 01 39학급 편성(특수학급 1학급, 유치원 2학급)
- 2014. 02. 18 제7회 졸업장 수여식(193명)
- 2014. 03. 01 39학급 편성(특수학급 1학급, 유치원 2학급)
- 2014. 09. 01 제3대 이승준 교장 부임

## 참고 자료
- 오산원일초등학교 - 한국교육학술정보원 학교알리미